# يوهانغيورغنشتات
يوهانغيورغن اشتات (بالألمانية: Johanngeorgenstadt) هي مدينة و بلدة ألمانية تقع في ألمانيا في ساكسونيا. يقدر عدد سكانها بـ 5,199 نسمة .

## المدن التوأمة
مدينة بوغلنغنفلد هي مدينة توأمة لـيوهانغيورغن اشتات.

## أعلام
- أندريه هنيل
- غوستاف شيفر